# 埃维卡·西利尼亚
埃维卡·西利尼亚（發音：[ˈævika ˈsiliɲa]；1975年8月3日—）是拉脱维亚律师和政治家，自2023年9月15日起担任拉脱维亚总理，成为第二位担任此职的女性。
她曾在克里什亞尼斯·卡林什领导的第二届内阁中担任福利部长。她是团结党魁。

## 荣誉

### 外国勋章奖章
- 一等奥尔加大公夫人勋章（英语：Order of Princess Olga）（乌克兰，2024年8月23日公布[4]）